# Johan Gustaf Zetterström
Johan Gustaf Zetterström, född 6 mars 1789 i Stockholm, död 18 mars 1824 i Stockholm, var en svensk violinist och violast vid Kungliga hovkapellet.

## Biografi
Johan Gustaf Zetterström föddes 6 mars 1789 i Stockholm. Han var son till kommissarien Johan Fredrik Zetterström och Maja Stina Lantzon. Familjen flyttade 1791 till Klockargården i Hedemora. Zetterström anställdes 1 oktober 1811 som violinist vid Kungliga hovkapellet i Stockholm. Från den 1 juli 1820 var han anställd som violast vid Kungliga hovkapellet. Han avled 18 mars 1824 i Jakob och Johannes församling, Stockholm.
Hans far flyttade till Lettland och blev organisten i landet. Zetterström var även bror till organisten Erik Wilhelm Zetterström i Hedemora och organisten Carl Fredrik Zetterström.